# Serangium clauseni
Serangium clauseni  (лат.) — вид божьих коровок из подсемейства Microweiseinae.

## Распространение
Южный Китай: Хайнань.

## Описание
Жуки мелких размеров; длина — 1,95—2,24 мм, ширина — 1,66—1,98, высота — 0,89—1,15 мм.
Окраска головы от оранжевой до коричневой, пронотум красновато-коричневый (кроме более светлых передних углов). Скутеллюм от красноватого цвета до тёмно-коричневого; низ тела от желтоватого до красновато-коричневого; ноги желтовато-коричневые. Тело полушаровидной формы, сильно выпуклое, блестящее, покрыто очень редкими волосками. Голова подогнута, ротовые органы направлены в низ и чуть назад.